# Амур (хокейний клуб)
Хокейний клуб «Амур» — хокейний клуб з м. Хабаровська, Росія. Заснований у 1958 році. У цьому ж році при спортклубі ДВО була створена команда «Залп», спадкоємцем якої у 1966 році став СКА. З 1996 по 1998 роки — СКА-«Амур», а з 1998 року — «Амур». Виступає у чемпіонаті Континентальної хокейної ліги.
Найвище досягнення у чемпіонатах країни на вищому рівні — 9-те місце (2001).
Домашні матчі проводить у Спортивно-видовищному комплексі «Платинум-Арена» (7100). Кольори клубу: синій і помаранчевий.

## Історія

### 1950—1970
У 1950-ті роки у Хабаровську почали створюватися команди для гри у хокей із шайбою. Перші команди були зібрані при педагогічному інституті, при спортивному товаристві «Динамо» і Окружному Будинку офіцерів. Зустрічались вони у матчах на першість міста. Армійці грали також на першість ДВО.
У 1966 році Спорткомітет РРФСР ухвалив рішення про створення на Далекому Сході зони чемпіонату країни з хокею із шайбою по класу «Б». У цій зоні виступило п'ять команд: армійці Хабаровська, «Водник» (Ваніно), хокеїсти «Океана» із Владивостока, а також команди Магадана і Благовєщенська. До складу армійської команди увійшли В. М'ясин, А. Волков, В. Єгоренко, В.Титов, А. Корольов, В. Тарасов, Геннадій Циганков, Ю. Заріфуллін, І. Алексєєв, В. Федотов, А. Бородихін, А. Єлесін, В. Тайболін, В. Литвиненко, Ю. Фурсов, І. Баженов, Ю. Мигаль, В. Ануфрієв, В. Козлов. Тренер команди — А. І. Стрежнєв.
У 1967—1968 роках у новому сезоні кількість команд Далекосхідної зони збільшилась до восьми. Додались команди — «Граніт» (Тетюхе), залізничники і армійці Чити. Хабаровці знову стали переможцями цього турніру. Вони виграли 27 зустрічей із 28, а один матч завершили унічию (55 очок). Гравці СКА закинули 202 шайби, пропустивши 78. Найкращим бомбардиром став Віктор М'ясин — 32 очка (24 голи + 8 передач), Володимир Єгоренко набрав 22 очка (16 + 6). Третім по результативності у підсумку став Геннадій Циганков — 16 очок (15 + 1). Цей захисник відрізнявся дуже сильним і точним клацом. У цьому сезоні команду тренував Микола Голубєв.
Знову армійці виступили у півфінальних матчах у Тюмені за звання чемпіонів РСФСР і путівку в клас «А». Але невдало: команда набрала лише 3 очка (5 ігор, 1 перемога, 1 нічия і 3 поразки), різниця шайб 12—9. У підсумку 5-те місце при 6 учасниках.
У 1968—1969 роках у зональному турнірі класу «Б» (5-та зона), спочатку брало участь 9 команд, але потім команда Благовєщенська знялась зі змагань. Армійці Хабаровська посіли 1-ше місце. Із 28 матчів вони виграли 25, два завершили унічию і лише в одному програли (52 очка). Команда вдало провела півфінальний етап в Уфі, де також фінішувала першою. Завоювавши у фіналі 2-ге місце, хабаровці здобули право виступати у наступному сезоні у класі «А». Цього успіху добилась команда у наступному складі: Геннадій Циганков, Н. Алексєєв, В. Каталов, Н. Ігайкін, Ю. Максаков, В. М'ясин, А.Єлесін, Є.Москвін, В.Єгоренко, В. Гур'єв, А. Сичьов, Ю. Мгаль, Ф. Горшенін, А. Волков. Тренер команди — Н. Голубєв.
У 1969—1970 роках відбувся дебют команди у класі «А». Армійці грали проти команд з Омська, Нижнього Тагілу, Сєрова, Челябінська, Ангарська, Прокоп'євська, Тюмені, Кемерова, Барнаула. Випередивши «Металург» (Сєров) і «Будівельник» (Нижній Тагіл), армійці посіли 10-те місце із 12 (44 матчі, +12 = 3 – 29, 27 очок), і закріпились у класі «А».

### 1970—1977

Хокеїсти СКА (Хабаровськ) у роздягальні

У 1970—1971 роках СКА (Хабаровськ) знову виступав у Східній зоні другої групи класу «А». У турнірі взяло участь 12 команд. СКА повів 5-те місце (40 ігор, +21 = 4 – 15, 46 очок). У 1971—1972 роках команда знову поповнилась новими гравцями. Із Усть-Каменогорська прийшли Кириленко, Копцов, Якимов, Поздняков. Армійці посіли 4-те місце, набравши 67 очок (52 гри, +29 = 9 – 14).
У 1972—1973 роках вісім гравців СКА були включені до складу збірної РРФСР, що складалася також із гравців «Сибірі» (Новосибірськ) і «Металлурга» (Новокузнецьк). Одним із тренеров збірної був Н. Голубєв. Збірна РРФСР провела в Японії 4 товариські матчі, і у всіх перемогла. А в чемпіонаті країни цього сезону армійці посіли 3-тє місце, набравши 58 очок (48 ігор, +26 = 6 – 16). У 1973–1974 роках команду залишило вісім гравців, прийшло нове комплектування, яке не могло не сказатися на результаті. Команда посіла 7-ме місце (48 ігор, +18 = 4 – 26, шайби 157—196, 40 очок).
У 1974—1975 роках чемпіонат СРСР серед команд другої ліги Східної зони класу «А» був представлений 13 командами. Склад СКА знову значно змінився. Підсумок — знову 7-ме місце.
У 1975—1976 роках криза продовжилась. Прийшли нові гравці (склад оновлено на дві треті), але належного позитивного ефекту не відбулось. У підсумку — 10-те місце (41 очко, 52 матчі, +19 = 3 – 30, шайби 135—199). У 1976—1977 роках молоді хокеїсти, що прийшли, не затримались у класі «А». СКА посів останнє (14-те) місце, набравши 31 очко (52 матчі, +12 = 7 – 33).

### 1977—1986
У 1977—1978 роках черговий чемпіонат країни хабаровці розпочали серед команд п'ятої зони класу «Б». Боротися за повернення до класу «А» — такою програма тренера Володимира Єгоренка і його підопічних. У команді з'явилися А. Горшков, М. Хламов, які раніше виступали за «Торпедо» (Ярославль). Армійці посіли 2-е місце (20 ігор, +12 = 0 – 8, 24 очка).
У сезоні 1978—1979 років хокеїсти СКА стали переможцями зони серед команд класу «Б» (16 ігор, +11 = 3 – 2, шайби 86—39, 25 очок), і завоювали право брати участь у фінальній групі найкращих команд класу «Б». Однак армійці невдало виступили у перехідному турнірі, посівши лише 5-те місце із 6. Однак рішенням Спорткомітету РРФСР, у цілях популяризації хокею на Далекому Сході, хабаровцям було надане право у наступному сезоні виступати у турнірі вищого рангу — у чемпіонаті СРСР серед команд другої ліги, клас «А».
У сезоні 1979—1980 років у складі армійців Хабаровська виступала велика група новачків — дев'ять хокеїстів, переведених із СКА (Куйбишев), серед них Фелікс Поляков. Із «Металурга» (Новокузнецьк) прибув Олександр Блінов, який грав у нападі. Армійці посіли 7-ме місце із 12, набравши 38 очок (44 гри, +15 = 8 – 21). У 1980—1981 роках черговий чемпіонат Східної зони другої ліги армійці почали 1 жовтня. Усі команди мали у своєму складі досвідчених хокеїстів, які грали у першій або вищій лігах. СКА посів 12-те місце (51 очко, 60 ігор, +23 = 5 – 32, шайби 226—287).
17 жовтня 1981 року 11 хокейних команд Казахстану, Сибірі і Далекого Сходу вступили у боротьбу за 2 путівки на фінальний турнір найсильніших команд другої ліги. У період підготовки команда залишилась без льоду (у Палаці спорту проходив ремонт холодильної установки). Через відсутність належної льодової підготовки армійці виступили слабо і посіли останнє місце (28 очок, 40 ігор, +11 = 6 – 23). Команда мала у перехідному турнірі найслабших команд другої ліги доводити своє право на виступ у другій лізі, що вона і зробила, посівши 1-е місце. Армійці виграли у архангельського «Спартака» — 13:2, 4:3 і поділивши очки із уфимським «Авангардом» — 13:1, 2:4.
У сезоні 1982—1983 років команду як головний тренер очолив майстер спорту СРСР Василь Поздняков, який раніше грав у хабаровському СКА, потім виступав протягом 9 років за ленінградський СКА. У зв'язку із цим у команді відбулось багато змін. Набравши 39 очок, команда посіла 8-ме місце (44 гри, +16 = 7 – 21).
У сезоні 1983—1984 років команда вийшла на старт чемпіонату відразу із десятьма новачками. Команда фінішувала на 6-ому місці (50 очок, 54 гри, +21 = 8-25). У сезоні 1984–1985 років армійці знову зазнали втрат у складі. Звільнились у запас декілька досвідчених гравців. Команда посіла 7-ме місце. У сезоні 1985—1986 років команда посіла 4-е місце (42 очка у 48 іграх, +16 = 1-22).

### 1986—1988

СКА (Хабаровськ) у сезоні 1986—1987

У сезоні 1986—1987 років 41-й чемпіонат країни відзначений новою формулою, турнір проводився у три етапи. На першому етапі 33 команди розділені на 6 територіальних зон і проводились ігри із роз'їздами у 4 кола. Армійці виступали у 4-й зоні і перший етап закінчили із такими показниками — 16 ігор, +7 = 2 – 7, 3-тє місце. На другому етапі чемпіонату команди 4-ї зони, що посіли місця з 1-го по 3-тє, грали проти команд 5-ї зони, які також фінішували на першому етапі у першій трійці. Хабаровці знову посіли третє місце у таблиці (24 очка, +10 = 4 – 14). На третьому етапі, у матчах за 15-33 місце, армійці посіли 5-те місце у своїй підгрупі, що відповідає підсумковому 19-му місцю з 33-х. Команда отримала право у наступному сезоні виступати у розіграші Кубка СРСР.
У сезоні 1987—1988 років 35 команд другої ліги утворили чотири регіональні групи. СКА грав в 4-ій групі і посів там 1-е місце (28 ігор, +20 = 2 – 6, шайби 121—77). Найкращим бомбардиром команди став Ігор Марюхін — 26 очок (17 + 9). На другому етапі переможцю зон другої ліги (по чотири з кожної зони) і найгірші команди першої ліги (по дві) утворювали дві перехідні групи: західну і східну. Хабаровці увійшли у східну, де посіли у підсумку 3-є місце (36 ігор, +20 = 4 – 12, шайби 152—104). За підсумками перехідного турніру команди «Металург» (Новокузнецьк) і «Металург» (Челябінськ) зберегли за собою право у сезоні 1988–1989 років виступати у першій лізі. На другому етапі найкращим бомбардиром став Юрій Фімін — 38 очок (19 + 19).
У сезоні 1988—1988 років у зональному турнірі СКА посів перше місце і знову виступав у перехідному турнірі за путівку до першої ліги. На наступному етапі команда посіла 3-є місце, пропустивши уперед тільки команди першої ліги — «Металург» (Новокузнецьк) і «Металург» (Челябінськ). У зв'язку із реорганізацією у збільшенням числа учасників чемпіонату країни у першій лізі, СКА отримав путівку в першу лігу. Успіх із гравцями розділили керівництво і адміністрація команди — головний тренер Володимир Поздняков, тренер Г. Сафронов, начальник команди В. Акімов, адміністратор С. Пижов, лікар П. Усенко. Команда у цьому сезоні провела 64 гри (+40 = 6 – 18, шайби 273—181). Найкращий за системою «гол+пас» — Юрій Фімін, 58 очок (27 + 31), найкращий снайпер — І. Альошин (32 голи).

### 1989—1990
У сезоні 1989—1990 років СКА провів у першій лізі. Чемпіонат проводився у два етапи. На першому етапі по 10 команд у Західній і Східній зоні розігрують по два перших місця. Потім по два найкращих представники від зон разом із 6-ма найгіршими командами вищої ліги, без урахування раніше набраних очок, розігрують чотири путівки у вищу лігу. Команди, що посіли місця з 3-го по 10-те у турнірі першої ліге, утворюють групу із 16 команд, учасники, що посіли 14—16 місця переходять у другу лігу. На першому етапі СКА грав у Східній зоні, його суперники — «Салават Юлаєв» (Уфа), «Сибір» (Новосибірськ), «Автомобіліст» (Караганда), «Авангард» (Омськ), «Молот» (Перм), СКА (Новосибірськ), «Луч» (Свердловськ), «Металург» (Новокузнецьк), «Металург» (Челябінськ). Армійці на першому етапі фінішували шостими (32 очка в 34 іграх, +12 = 4 – 18, окрім того команда отримала 4 очка за неявку в Хабаровськ новокузнецького «Металурга», співвідношення шайб 92—107). Другий етап чемпіонату армійці провели у матчах проти команд Західної зони, у підсумку набрала 60 очок, посіла 10-е місце. У складі команди грали: воротар Олег Філімонов, захисники О. Вевчеренко, М. Переяслов, О. Валко, Є. Кувеко, нападники І. Альошин, С. Калугін, Ігор Марюхін, І. Трухачов, О. Дніпровський, Юрій Качалов, Андрій Скабелка. Сезон 1989—1990 років був не тільки вдалим, але і досить прикрим для команди і її уболівальників. У ніч на 11 травня 1990 року після тривалої, невиліковної хвороби, у віці 39 років, помер головний тренер команди, Володимир Поздняков.
Сезон 1989—1990 років став прикметним і тим, що команда СКА (Хабаровськ) стала чемпіоном Збройних Сил СРСР. Це почесне звання вона завоювала на турнірі, який відбувся у м. Калініні у серпні 1989 року. У січні 1990 року армійці здійснили дружній візит на Аляску, де зіграли 5 товариських матчів із місцевим клубом «Аляска Голд-Кінгс». Серія завершилась перемогою СКА 3:2. З 27 січня по 1 лютого 1990 року в Хабаровську відбувся міжнародний турнір з хокею. У ньому взяли участь команди США («Аляска Голд-Кінгс»), збірні КНР, Японії, команда господарів. Армійці вигравши усі матчі, посіли перше місце, другою була збірна Японії, третіми американці. Найкращими стали: воротар — Лейба Брайс («Аляска Голд-Кінгс»), захисник — О. Вевчеренко (СКА), нападник — Такаї Такіїоті (Японія). Найрезультативнішим гравцем турніру став армієць Ігор Марюхін — 5 шайб. Під час церемонії закриття турніру президент спортивного комітету США «Народи-народам» Леонардо Мілтон від імені президента США Джорджа Буша вручив почесні свідоцтва організаторам турніру і гравцям команди СКА. На адресу учасників міжнародного турніру і жителів Хабаровська надійшли привітальні телеграми від президента США Джорджа Буша і президента СРСР Михайла Горбачова.

### 1990—1996
Чемпіонат країни команда СКА починала із новим головним тренером — Г. Н. Сафроновим, який раніше працював разом з В. І. Поздняковим. Другим тренером призначено Олександра Блінова, у минулому нападник, а потім захисник і капітан команди СКА (1979—1989). Зберігся майже весь основний склад команди (її покинули тільки К. Дворичанський і Р. Файзієв), плюс прийшли С. Воробйов, А. Маркін, В. Худяков і О. Малишев. 20—29 серпня у Твері хабаровці відстояли титул чемпіона Збройних Сил СРСР. У січні 1992 році була створена Професійна хокейна ліга, перейменована невдовзі у Міжнаціональну хокейну лігу. Втім, армійці Хабаровська через економічні причини не потрапили до складу новоствореної ліги, і тому опинилися учасниками іншого турніру — відкритої першості Росії.
У сезоні 1992—1993 СКА досить легко виграв турнір у зоні «Сибір — Далекий Схід». Проте на другому етапі «плей-оф» поступився, програвши армійцям Самари, посівши у підсумку 4-те місце, відмовившись від матчу за третє місце з командою «Кристал» (Електросталь). У сезон 1993—1994 республіканська федерація ухвалила рішення про створення елітної ліги з 14 команд. Кістяк її склали учасники плей-оф відкритого чемпіонату Росії, в тому числі і армійці Хабаровська. Армійці досить успішно провели сезон і посіли 2-ге місце. Переможцями стали (причому другий рік поспіль) хокеїсти ЦСК ВВС (Самара). Керівництво команди намагалося увійти до складу МХЛ, відправивши усі необхідні документи для переходу. Однак, крім хабаровців претендували ще чотири клуби і доля розширення МХЛ вирішувалася простим голосуванням. Рада МХЛ ухвалила рішення про розширення ліги до 28 команд. Але серед чотирьох новачків, всупереч спортивним принципам, хабаровський СКА знову був відсутній.
У 1994—1995 роках команда СКА провела у складі добре відомих і далеко не найсильніших команд Сибіру і Далекого Сходу. Чемпіонат Росії армійці провели досить впевнено. У серії плей-оф СКА поступився цього разу в 1/4 фіналу, програвши челябінську «Мечелу».
У 1995—1996 роках голова Хабаровської крайової думи Віктор Озеров зібрав 12 керівників підприємств з метою створення суспільства акціонерів, які б містили хокейний клуб. Зрештою, із 12 учасників наради, що дали згоду надавати фінансову допомогу хокейній команді, залишились адміністрація Хабаровського краю і артіль старателів «Амур». Отримавши значну фінансову підтримку команда СКА заграла з новою силою. Вигравши змагання у своїй зоні, хабаровці виступили у фінальній частині чемпіонату, завоювавши перше місце, ставши чемпіонами Росії. Майже всі керівники клубів РХЛ стали проти виступу хабаровського клубу в еліті російського хокею. Тільки активна участь у вирішенні цього питання голови адміністрації Хабаровського краю Віктора Ішаєва, який на цю тему розмовляв з прем'єр-міністром Віктором Черномирдіним, а він у свою чергу, переговорив з Президентом федерації хокею Росії Валентином Сичем. Президент РХЛ вирішив це питання на користь хабаровської команди. Було прийнято рішення про включення хокейного клубу СКА (Хабаровськ) до складу РХЛ.

## Керівництво
- Голова Піклувальної ради — В'ячеслав Шпорт
- Президент — Юрій Хризман
- Віце-президент — Євген Цуріков
- Перший віце-президент — Євген Попугаєв
- Головний менеджер з роботи із резервом і маркетингу — Альберт Гребенюк
- Головний бухгалтер — Євгенія Антонова

## Арена

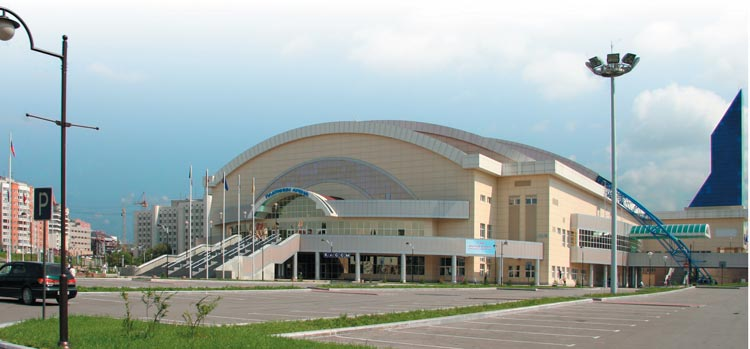
«Платинум-Арена»

З початку сезону 2003—2004 років домашні матчі чемпіонату КХЛ «Амур» проводить у льодовому палаці багатофункціонального Спортивно-видовищного комплексу «Платинум-Арені». Починаючи із сезону 2010—2011 Палац «Платинум-Арена», став місцем проведення домашніх матчів клубу МХЛ МХК «Амурські тигри».
Палац побудований у березні 2000 року, введений в експлуатацію — у серпні 2003 року. Палац «Платинум-Арена» вміщує 7100 глядачів на хокейні матчі і до 8500 — на проведення концертів. Спорткомплекс призначений для проведення:
- спортивних змагань (хокей, волейбол, фігурне катання, шорт-трек, керлінг, бокс, усі види боротьби, баскетбол, бальні танці, гімнастика);
- концертів зірок світового рівня (оперні співаки, симфонічні оркестри, зірки сучасної зарубіжної і вітчизняної естради);
- циркові шоу;
- виставок і ярмарок, конференцій, святкувань ювілейних дат організацій і фірм.

## Символіка
У 2014 році клуб змінив свій логотип. Новий логотип для хабаровського «Амура» розробив відомий дизайнер Михайло Антипін. Нова емблема посіла 1-ше місце в рейтинзі авторитетного тематичного сайту Sportslogos.net за підсумками 2014 року.

Історія символіки ХК «Амур»
до 2014
2014—

## Фарм-клуби
- «Амурські Тигри» (Хабаровськ) — Молодіжна хокейна ліга